# Скокі-Малі
Скокі-Малі (пол. Skoki Małe) — село в Польщі, у гміні Влоцлавек Влоцлавського повіту Куявсько-Поморського воєводства.
Населення — 79 осіб (2011).
У 1975-1998 роках село належало до Влоцлавського воєводства.

## Демографія
Демографічна структура станом на 31 березня 2011 року:
|          | Загалом | Допрацездатний вік | Працездатний вік | Постпрацездатний вік |
| -------- | ------- | ------------------ | ---------------- | -------------------- |
| Чоловіки | 37      | 4                  | 28               | 5                    |
| Жінки    | 42      | 10                 | 25               | 7                    |
| Разом    | 79      | 14                 | 53               | 12                   |